# Jezioro Kuchenne (Śródka)
Jezioro Kuchenne – jezioro morenowe w woj. wielkopolskim, w powiecie międzychodzkim, w gminie Chrzypsko Wielkie, leżące na terenie Pojezierza Poznańskiego. Na północnym brzegu jeziora położona jest wieś Śródka przy drodze wojewódzkiej nr 186, zaś na południowym brzegu położone są rozproszone zabudowania Chrzypska Małego.

## Hydronimia
Według urzędowego spisu opracowanego przez Komisję Nazw Miejscowości i Obiektów Fizjograficznych (KNMiOF) nazwa tego jeziora to Kuchenne.

## Dane morfometryczne
Powierzchnia zwierciadła wody wynosi 63,08 ha. 
Zwierciadło wody położone jest na wysokości 47,8 m n.p.m..